# Авадалла, Бабикер
Бабикер Авада́лла (2 марта 1917, Гетейна, Белый Нил, Англо-Египетский Судан — 17  января 2019, Дублин, Ирландия) — суданский политик и общественный деятель. С 25 мая по 28 октября 1969 года возглавлял правительство Судана.

## Биография
Окончил юридическую школу Гордоновского мемориального колледжа (ныне Хартумский университет) в 1940 году, получил степень магистра права. В 1954 году был избран спикером первого парламента Судана, с 1956 года работал судьёй, входил в состав Верховного суда страны, но в ноябре 1958 года, после государственного переворота, в результате которого к власти пришёл генерал Аббуд был исключён из состава Верховного суда. В октябре 1964 года принял активное участие в очередной суданской революции, свергнувшей режим Аббуда, и с декабря того же года возглавил Верховный суд, и оставался в этой должности до 1966 года.
Поддерживая суданских коммунистов, Авадалла инициировал признание незаконным парламентского решения от декабря 1965 года о запрете Суданской коммунистической партии, но был вынужден подать в отставку, когда Верховный государственный совет Судана проигнорировал решение Верховного суда. После очередной революции, 25 мая 1969 года, вернулся к работе в правительстве Демократической Республики Судан. Занимал посты:
- премьер-министра — с 25 мая по 28 октября 1969 года[1];
- министра иностранных дел — с 25 мая 1969 года[1] по 1970 год[2];
- министра юстиции — с 28 октября 1969[1] до октября[источник не указан 740 дней] 1971 года[2];
- заместителя председателя Революционного Совета — с 28 октября 1969 года[1] до июля 1970 года[источник не указан 740 дней];
- вице-президента — с октября[источник не указан 740 дней] 1971 по май[источник не указан 740 дней] 1972 года[2].

После этого ушёл в отставку и эмигрировал в Египет.
В конце XX века эмигрировал в Западную Европу.
Умер 17 января 2019 года в Дублине в Ирландии.

## Долгожительство
- Входит в число девятнадцати[источник не указан 2194 дня] бывших руководителей государств и правительств мира, проживших более ста лет.
- После смерти До Мыоя 1 октября 2018 года и до конца своей жизни Бабикер Авадалла являлся старейшим в мире среди живых бывших глав государств.[значимость факта?]

### Дополнительные
- حيدر محمد علي. بابكر عوض الله .. القاضي الإنقلابي (араб.). سودارس (6 сентября 2016). — Статья о Бабикере Авадалле в суданском новостном агрегаторе (первоначально опубликована в издании akhirlahza.sd). Дата обращения: 7 июля 2023.